# Verosvres
Verosvres è un comune francese di 553 abitanti situato nel dipartimento della Saona e Loira nella regione della Borgogna-Franca Contea.

## Società

### Evoluzione demografica
Abitanti censiti

## Monumenti e luoghi d'interesse
- Il Château du Terreau (XIII - XVIII)

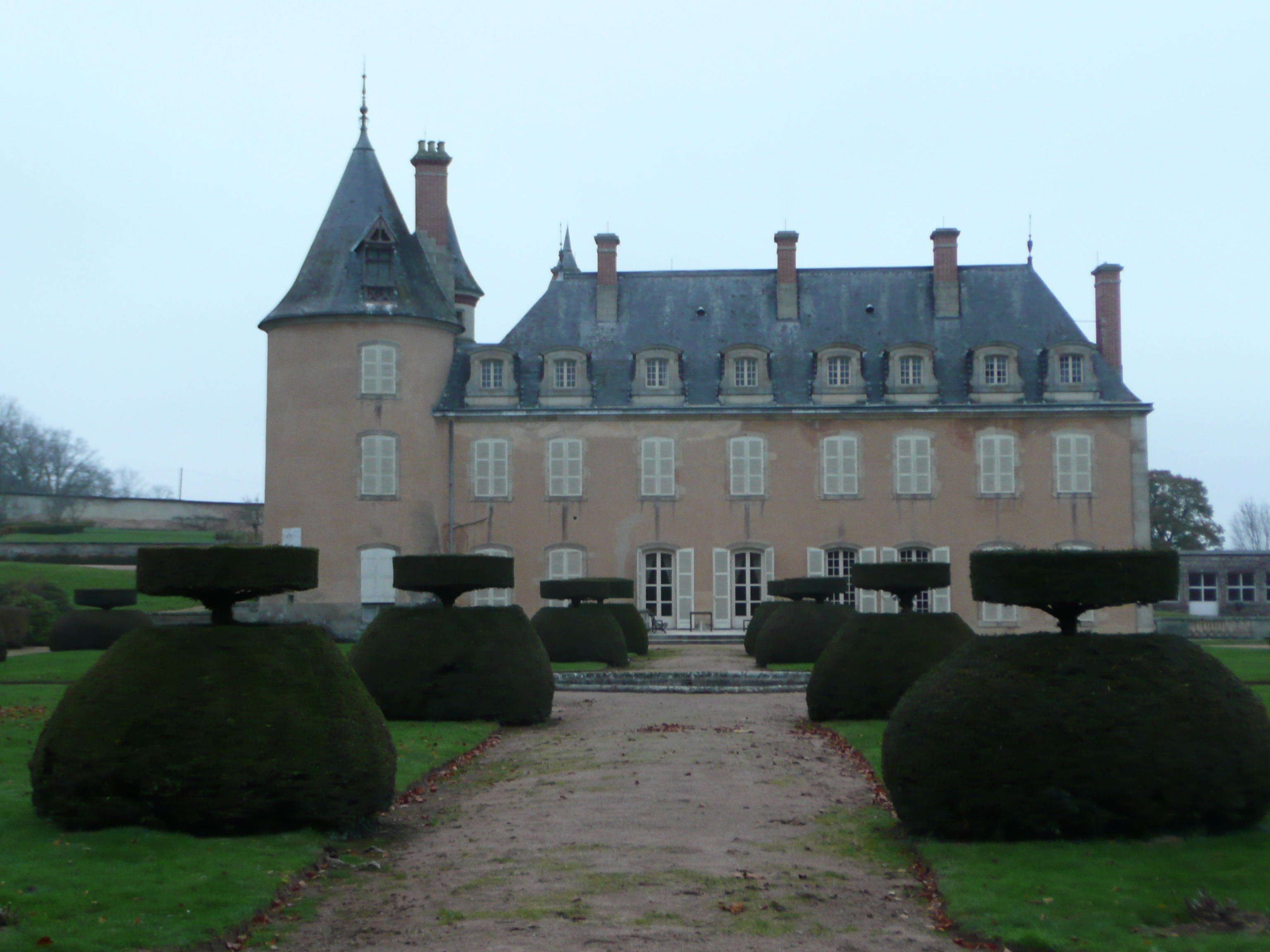
Château du Terreau.